# Wandelhalle (Bad Kissingen)

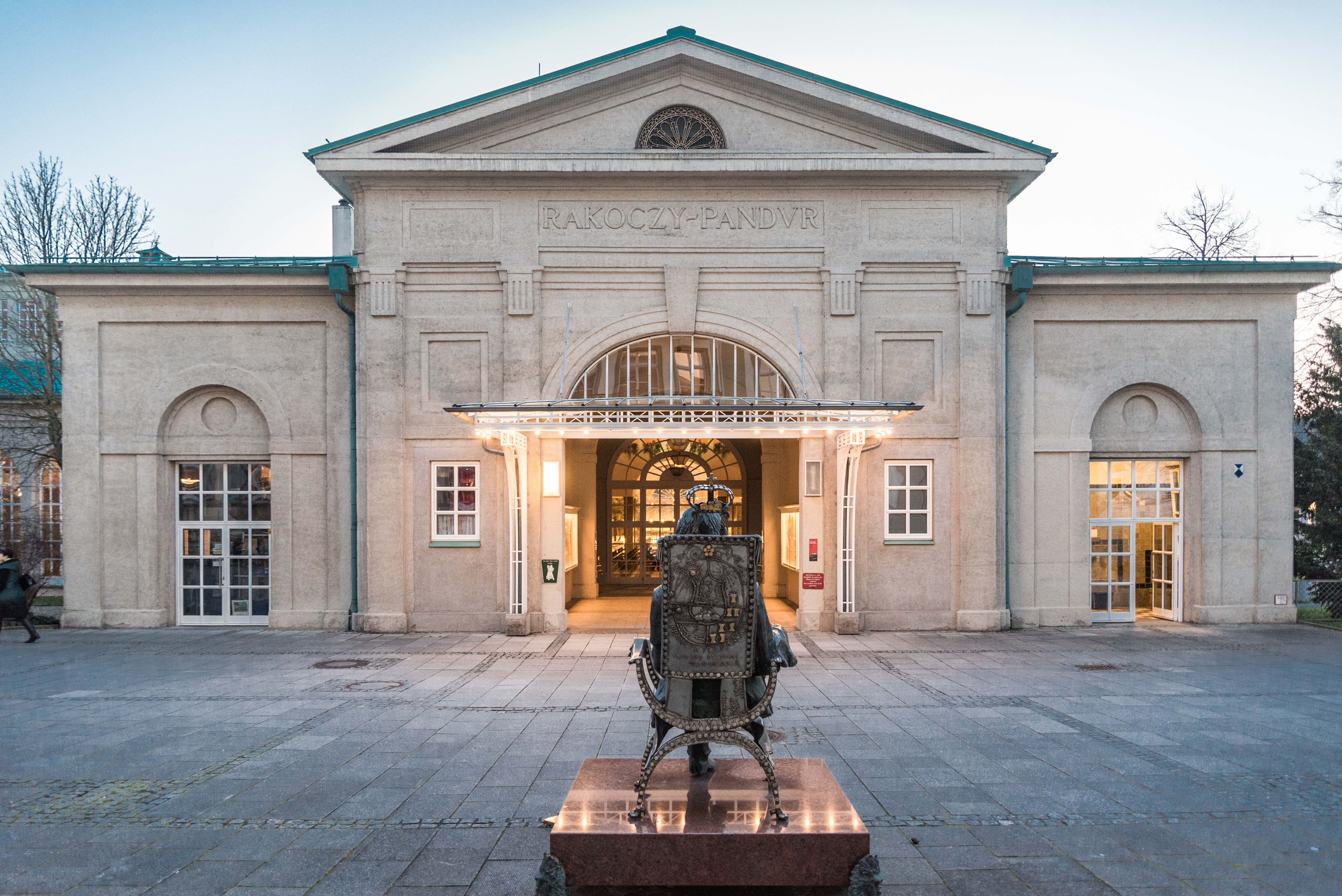
Haupteingang zur Brunnen- und Wandelhalle

Die Wandelhalle im bayerischen Staatsbad Bad Kissingen ist 90 Meter lang und mit ihrer Grundfläche von 2.640 Quadratmetern die größte Trinkkurhalle Europas.

## Geschichte

### Baubeschreibung

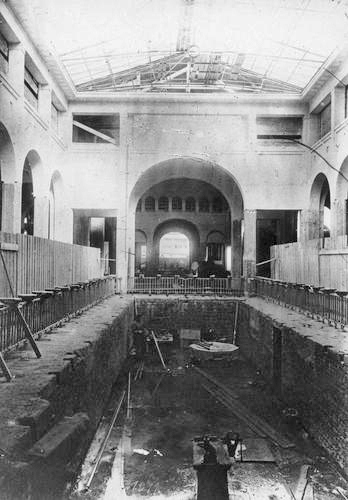
Bau der Bad Kissinger Wandelhalle 1910, hier der Bau des Beckens in der Brunnenhalle

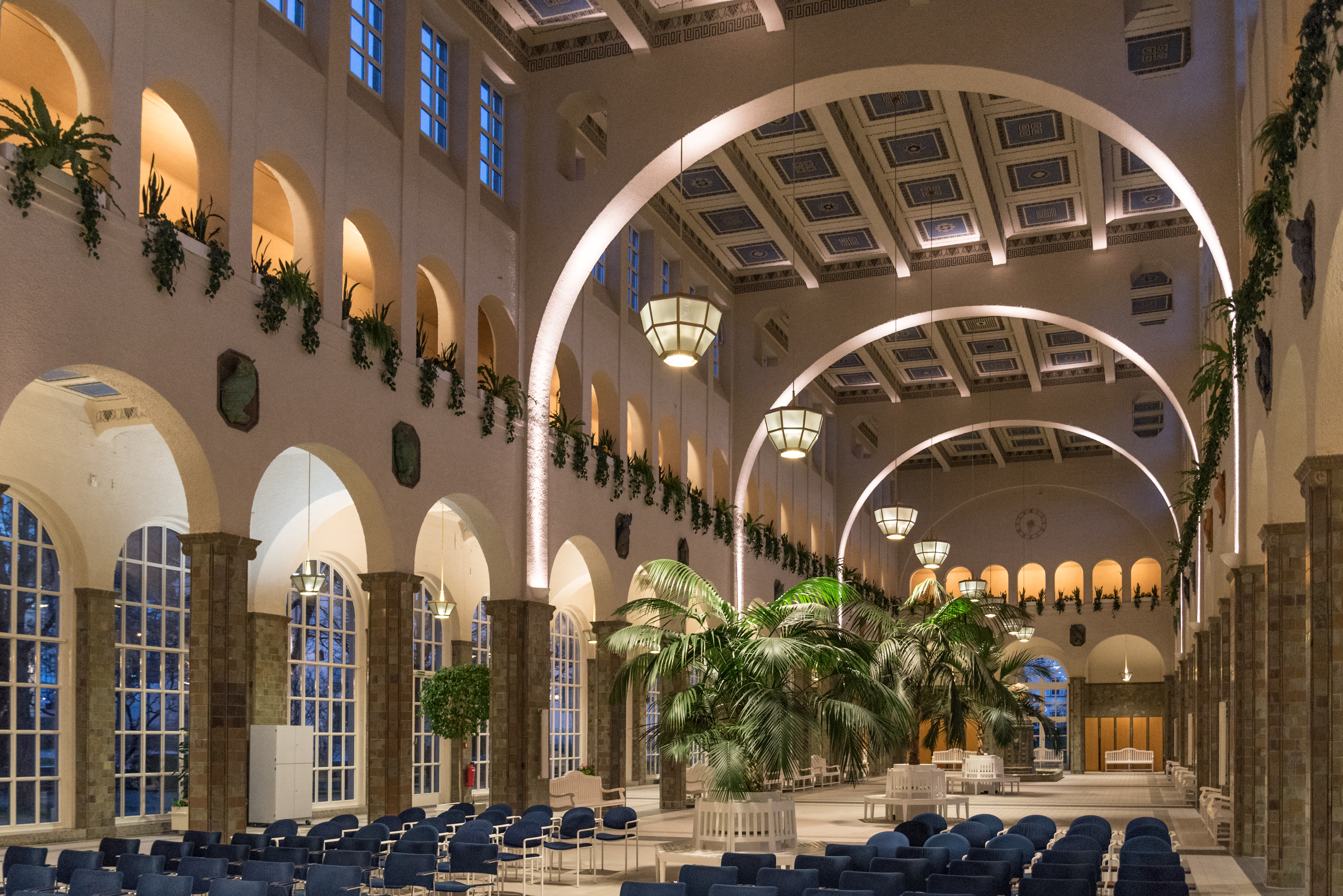
Innenansicht der Wandelhalle

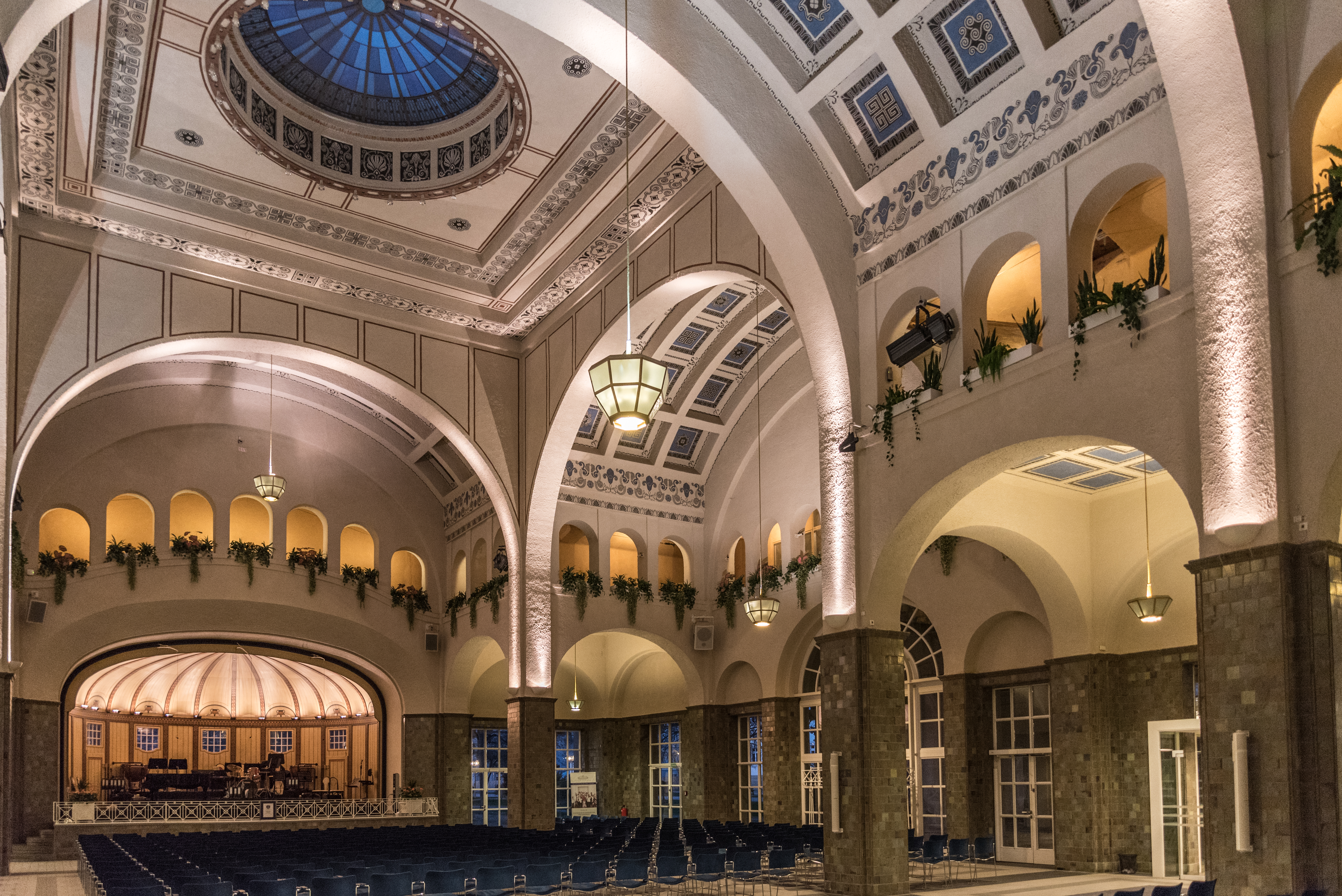
Innenansicht der Wandelhalle mit Blick auf die drehbare Konzertmuschel

Die Bad Kissinger Wandelhalle mit integrierter Brunnenhalle wurde 1910/1911 in nur achtmonatiger Bauzeit von dem Münchner Architekten Max Littmann in der Form einer dreischiffigen Basilika errichtet. Die kurze Bauzeit von nur acht Monaten ist auf die Verwendung des damals noch wenig erprobten Massivbetonbaus zurückzuführen. Anlass für den Bau dieser „Basilika der Kur“ war der rasche Anstieg der Kurgastzahlen um die Jahrhundertwende. Erste Pläne zum Ersatz der früheren gusseisernen Brunnenhalle, in der die vornehme Kurgesellschaft Wind und Wetter ausgesetzt war, ließ der damalige bayerische Prinzregent Luitpold von Bayern schon im Jahr 1905 entwerfen, doch erst 1910 wurde die Bausumme endlich bewilligt und Max Littmann mit dem Bau beauftragt. Dieses Bauwerk war allerdings nur der erste Bauabschnitt eines großen Gebäudeensembles mit der Erweiterung des Arkadenbaues, dem Regentenbau und ergänzenden Bauten zwischen Kurgarten und dem Ufer der Fränkischen Saale (Gesamtbauzeit 1910 bis 1914, Bausumme 3,5 Millionen Mark).
Das 90 Meter lange Längsschiff besteht aus einem hohen hellfarbenem Mittelschiff und zwei niedrigen Seitenschiffen, die durch Bogengänge geteilt sind und bis zum Boden reichende Fenster haben. Am Kopfende wurde eine Drehbühne eingebaut, die sich noch heute – jetzt allerdings nicht mehr mit manueller Kurbelkraft, sondern elektrisch – bei gutem Wetter nach draußen in den Kurgarten drehen lässt.
Dem Langhaus ist ein 70 Meter langer Querbau vorgelagert, dessen längerer, zur Saale zeigender Arm als Brunnenhalle für die Trinkkur dient. Durch das farbig bleiverglaste Dach fällt aus neun Metern Höhe das Tageslicht und gibt dem Raum eine besondere Atmosphäre. Aus dem goldglänzenden Röhrenwerk aus Phosphorbronze fließen die verschiedenen für Trinkkuren nutzbaren Heilwasser Bad Kissingens zum Ausschank an Kurgäste.

### Eröffnung 1911
Diese neue Wandelhalle mit integrierter Brunnenhalle erfüllte zu Beginn des 20. Jahrhunderts alle Voraussetzungen, die an das damalige „Weltbad“ als mondänes Heilbad mit Trinkkuren gestellt wurden. Deshalb war auch ihre Eröffnung am 1. Mai 1911 ein großes gesellschaftliches Ereignis. Schon frühmorgens um 7 Uhr hatten sich mehrere tausend Schaulustige eingefunden. Um 7:30 Uhr eröffnete der „Wiener Konzertverein“, Vorläufer der heutigen Wiener Symphoniker, als damaliges Bad Kissinger Kurorchester das Fest mit einem feierlichen Choral und spielte anschließend das Vorspiel zu Richard Wagners „Die Meistersinger von Nürnberg“, während erstmals die Drehbühne in Bewegung gesetzt wurde.

### Sanierungen circa 1950, 1978 und 1999
Obwohl die Wandelhalle sowohl im Ersten als auch im Zweiten Weltkrieg verschont geblieben war, wurde dennoch einige Jahre nach dem Zweiten Weltkrieg eine erste Sanierung notwendig. Denn die amerikanischen Besatzungstruppen hatten die Halle als Reparaturwerkstatt für ihre Panzer und Militärfahrzeuge benutzt.
Im Jahr 1978 erhielt die Wandelhalle eine Fußbodenheizung. Hierzu musste auf einer 40 Quadratmeter großen Fläche im Bestuhlungsbereich der Plattenbelag herausgenommen werden. Außerdem wurde das Gebäude mit dem Sandstrahlgebläse gereinigt. Insgesamt investierte der Freistaat Bayern 130.000 D-Mark.
In den 1990er Jahren zeigten sich Risse in den Wänden: Der Boden hatte sich abgesenkt, die Wandelhalle drohte in den weichen, von Quellflüssen durchhöhlten Unterboden zu versinken. Ursache war die Tatsache, dass der Beton in den Halt gebenden, unter die Säulen gelegten Gründungsringen – aufgrund der damals fehlenden Erfahrung mit dem neuen Baustoff – wohl nicht korrekt abgebunden war und in manchen dieser Ringe nach 85 Jahren nur noch Kies zu finden war. Deshalb war 1999 eine Generalsanierung der Wandelhalle notwendig. Fachleute injizierten Fließbeton in die Gründungsringe. Die Fassade wurde abermals gereinigt, eine neue Dachhaut aus beschichtetem Aluminium wurde aufgelegt und mehr als 30 Fenster erneuert. In enger Abstimmung mit dem Landesamt für Denkmalschutz wurden im Innern neue Fliesen verlegt, die Kassettendecke erhielt einen neuen Anstrich, eine zeitgemäße Luftheizung wurde eingebaut sowie eine computergesteuerte Beschallungsanlage. Lampen mit moderner Technik und Leuchteffekten, äußerlich aber den Originalen nachempfunden, wurden beschafft. So wird beispielsweise das bunte Glasdach der Brunnenhalle bei einsetzender Dämmerung von außen angestrahlt, so dass es auch bei Dunkelheit auf den Besucher wirken kann. Zusätzlich gibt es für Shows eine zweckmäßige Bühnenbeleuchtung. Die 15-monatige Sanierung – doppelt so lange wie die Bauzeit – kostete den Freistaat Bayern 13 Millionen D-Mark.

## Heutige Nutzung

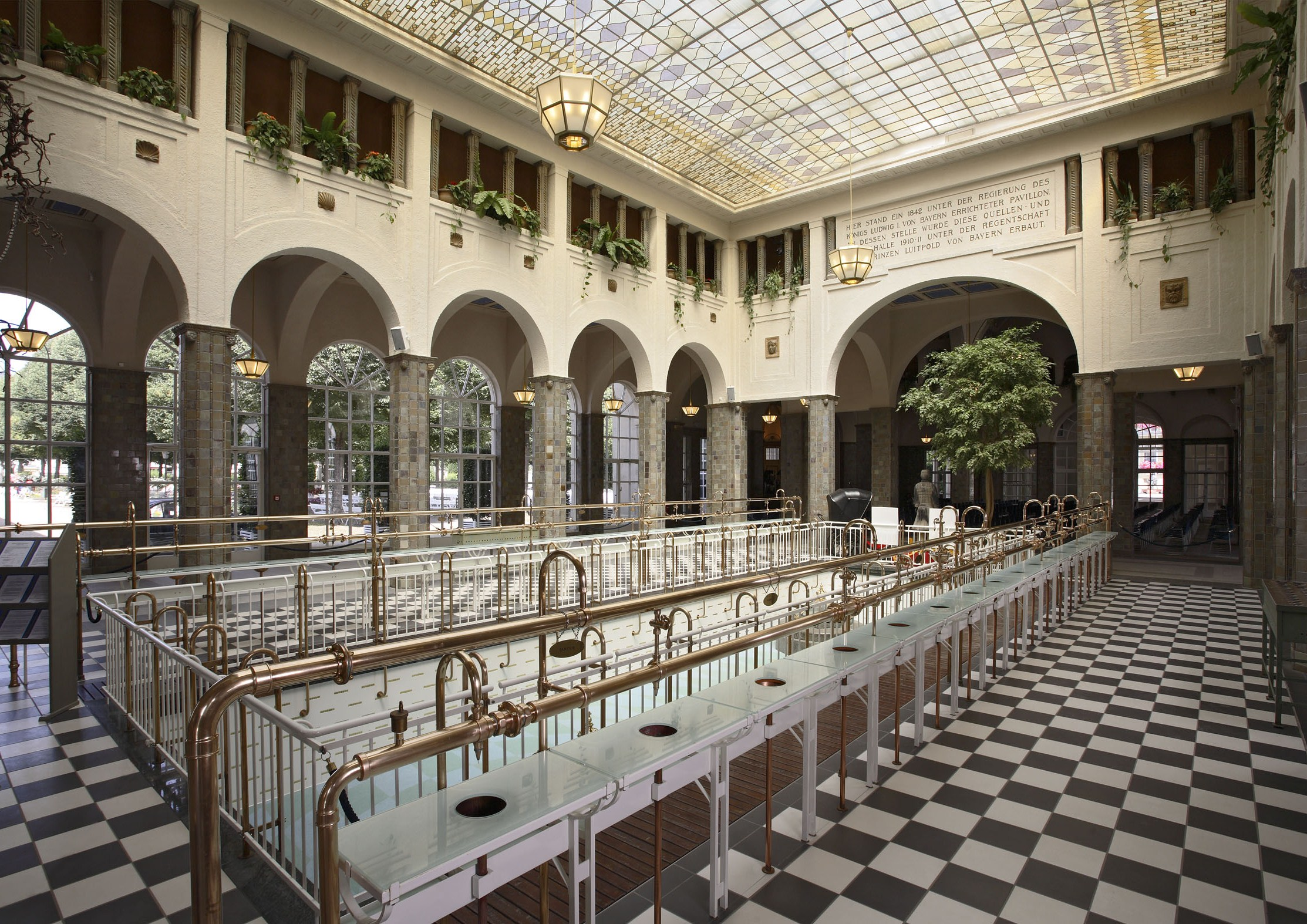
Blick in die Brunnenhalle

Noch immer wird die Wandelhalle mit integrierter Brunnenhalle für die ursprünglichen Kur-Zwecke genutzt. In der Brunnenhalle geben die „Brunnenfrauen“ wie seit Mai 1911 zweimal täglich (frühmorgens und nachmittags) die verschiedenen Heilwasser an ihre Kurgäste aus. Ebenfalls zweimal täglich, an manchen Wochentagen mit einem Abendkonzert sogar dreimal, spielt das 13-köpfige Kurorchester vor jeweils mehreren hundert Zuhörern. Seit ihrer Sanierung wird die Wandelhalle jetzt zusätzlich für Tagungen, Firmenveranstaltungen und ähnliche Veranstaltungen genutzt.